# Kleeblatt Pflegeheime
Die Kleeblatt Pflegeheime gGmbH ist ein kommunaler Anbieter von vollstationären Pflegeheimen, betreutem Wohnen sowie Kurzzeit- und Tagespflege im Landkreis Ludwigsburg.
Mit der Gründung der Kleeblatt Pflegeheime gGmbH im Jahr 1989 wurde Altenhilfe erstmals in Deutschland aus der Hand eines öffentlichen Trägers organisiert. Auch das damit aufgestellte Versorgungskonzept, das kreisweit kleine, dezentrale Pflegeheime und offenen Begegnungszentren vorsieht, war zu diesem Zeitpunkt einmalig.
Mit insgesamt 26 Pflegeheimen und mehr als 1000 Mitarbeitenden ist Kleeblatt heute ein wichtiger Anbieter für Pflege-Dienstleistung im Kreis Ludwigsburg.
Träger der Kleeblatt Pflegeheime gGmbH sind der Landkreis Ludwigsburg sowie Städte und Gemeinden. Die Organe sind die Gesellschafterversammlung, das Kuratorium, die beiden Vorsitzenden der Gesellschafterversammlung und die Geschäftsführung.

## Geschichte
Die Idee für die Kleeblatt Pflegeheime entstand Ende der 1980er Jahre vor dem Hintergrund des landesweit diskutierten Geriatrie-Konzepts und der demografischen Entwicklung. Ziel war es, die im Landkreis benötigten Pflegeplätze auf kleine Häuser mit maximal 30 Betten zu verteilen, um eine pflegerische Infrastruktur in den Gemeinden zu schaffen.
Im Jahr 1989 schlossen sich zunächst der Landkreis Ludwigsburg und zehn Städte und Gemeinden zur gemeinnützigen Kleeblatt Pflegeheime GmbH zusammen. In jedem der Orte wurde ein Kleeblatt Pflegeheim mit betreuten Seniorenwohnungen gebaut, insgesamt entstanden 245 Pflegeplätze und 140 betreute Wohnungen.
Die Verwaltung, die das Dach der Pflegeheime bildet, wurde in Ludwigsburg eingerichtet.
Aufgrund der großen sozialpolitischen Bedeutung wurde das Kleeblatt Projekt Bestandteil eines Modellversuchs des Landes Baden-Württemberg und einer sozialwissenschaftlichen Begleitstudie der Wüstenrot Stiftung.
Als der Erfolg der Kleeblatt Idee offenkundig war, wurde das Konzept ausgeweitet: 1993 wurde die Gesellschaft um sieben weitere Städte und Gemeinden erweitert – inzwischen gibt es 26 Kleeblatt-Häuser und zwei Tagespflegeeinrichtungen.

## Sozialpolitische Bedeutung
Sozialpolitisch wurde hier erstmals in größerem Umfang von der bis dahin fast dogmatisch verteidigten Mindestbetriebsgröße 80 und mehr Bewohner für ein Pflegeheim abgewichen. Die Hauptargumente dafür waren, dass Verwaltung und Wäscherei kostengünstig zentral erbracht werden, aber zugleich die Wohnungen in der letzten Lebensphase möglichst nahe am bisherigen Wohnort stehen. Dieses Konzept wurde in einem der dichtest besiedelten württembergischen Gebiete verwirklicht, ohne dass die weiteren Träger ähnlicher Teilangebote massiv ökonomische oder andere Einwände angemeldet hätten. Die Akzeptanz in den Gemeinden war überwältigend.

## Angebot und Standorte
Heute bestehen unter dem Dach der gemeinnützigen GmbH
- 26 Pflegeheime im Landkreis Ludwigsburg mit Dauer- und Kurzzeitpflege
- Kompetenzzentrum für Menschen mit Demenz in Freudental
- Vier solitären Tagespflegen
- Betreutes Wohnen
- Wohngemeinschaften
- Ambulanter Dienst

Das Angebot der Kleeblatt Pflegeheime gGmbH umfasst insgesamt über 700 Dauerpflegeplätze an den Standorten Affalterbach, Asperg, Bönnigheim, Erdmannhausen, Erligheim, Freiberg am Neckar, Freudental, Gemmrigheim, Großbottwar, Großsachsenheim, Hemmingen, Kleinsachsenheim, Löchgau, Markgröningen, Möglingen, Murr, Oberstenfeld, Schwieberdingen, Steinheim an der Murr und Tamm sowie an zwei Standorten in Remseck, jeweils in den Stadtteilen Aldingen und Pattonville. Hinzu kommen rund 600 betreute Wohnungen mit ambulantem Pflegedienst.
In den Gemeinden mit einem Kleeblatt Pflegeheim haben sich jeweils eigenständige, unabhängige Fördervereine gebildet, die sich ehrenamtlich für die Bewohner und Mitarbeiter der Häuser engagieren.